# Гусятинська селищна територіальна громада
Гусятинська селищна громада — територіальна громада в Україні, у Чортківському районі Тернопільської области. Адміністративний центр — селище Гусятин.
Площа громади — 248,2 км², населення — 15 745 осіб (2020).
Утворена 15 липня 2015 року шляхом об'єднання Гусятинської селищної ради та Вільхівчицької, Суходільської сільських рад Гусятинського району.
19 липня 2020 року, в результаті адміністративно-територіальної реформи та ліквідації Гусятинського району, увійшла до складу новоутвореного Чортківського району.

## Населені пункти
У складі громади 1 селище (Гусятин) і 16 сіл:
- Боднарівка
- Босири
- Васильків
- Вільхівчик
- Городниця
- Зелена
- Коцюбинчики
- Кривеньке
- Личківці
- Постолівка
- Самолусківці
- Сидорів
- Сокиринці
- Суходіл
- Трибухівці
- Шидлівці